# Hôtel Virnot de Lamissart
L’hôtel Virnot de Lamissart-Prouvost, 52 Façade de l'Esplanade, est un hôtel particulier situé à Lille, dans le département du Nord.

## Histoire
L'hôtel est édifié dans le courant du XVIIIe siècle par la famille Virnot de Lamissart: il est habité par Louis Urbain Virnot de Lamissart, 9°enfant de Charles-Louis, né le 23 novembre 1779, décédé le 20 septembre 1837 ; le II Prairial an X (31 mai 1802), il avait épousé Aimée-Joseph Prouvost, décédée le 30 mai 1819, âgée de 44 ans, dont un fils Urbain-Léon Virnot de Lamissart, né  le 29 Fructidor, an XII (16 septembre 1804), décédé le 26 Vendémiaire (15 décembre de la même année). À la succession de Louis Urbain  Virnot de Lamissart en 1837,  l'hôtel est vendu en janvier 1838, à Barthélemy Delespaul, dit Delespaul-aîné, propriétaire avec son frère de la filature de lin Delespaul & Delespaul, maire adjoint de Lille, bienfaiteur des Hospices de Lille.
Une rue de Lille portera son nom. Il était né à Lille en 1805 décédé  le 2 octobre 1854 à 49 ans, fils de Barthélémy Delespaul 1778-1813 et d' Henriette Julie Françoise Pollet, 
Il "achète aux héritiers de Monsieur Virnot-Delamyssart, moyennant 91.720 francs, une belle maison avec atelier adjacent, située 73 rue de Jemmapes à Lille" (actuellement 52, façade de l'esplanade à Lille).
Ce bâtiment fait l’objet d’un inscription au titre des monuments historiques depuis le 3 décembre 1987.

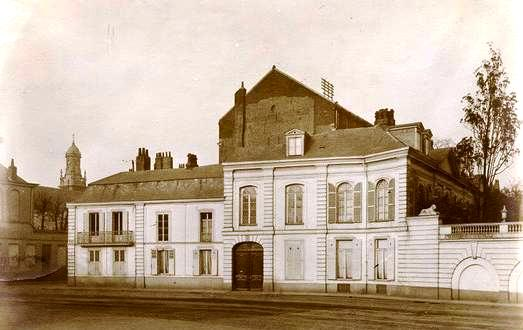
Hotel Virnot de Lamissart, 52 façade de l'Esplanade, Lille

## Localisation
L'hôtel est situé au 52 façade de l'Esplanade à Lille.

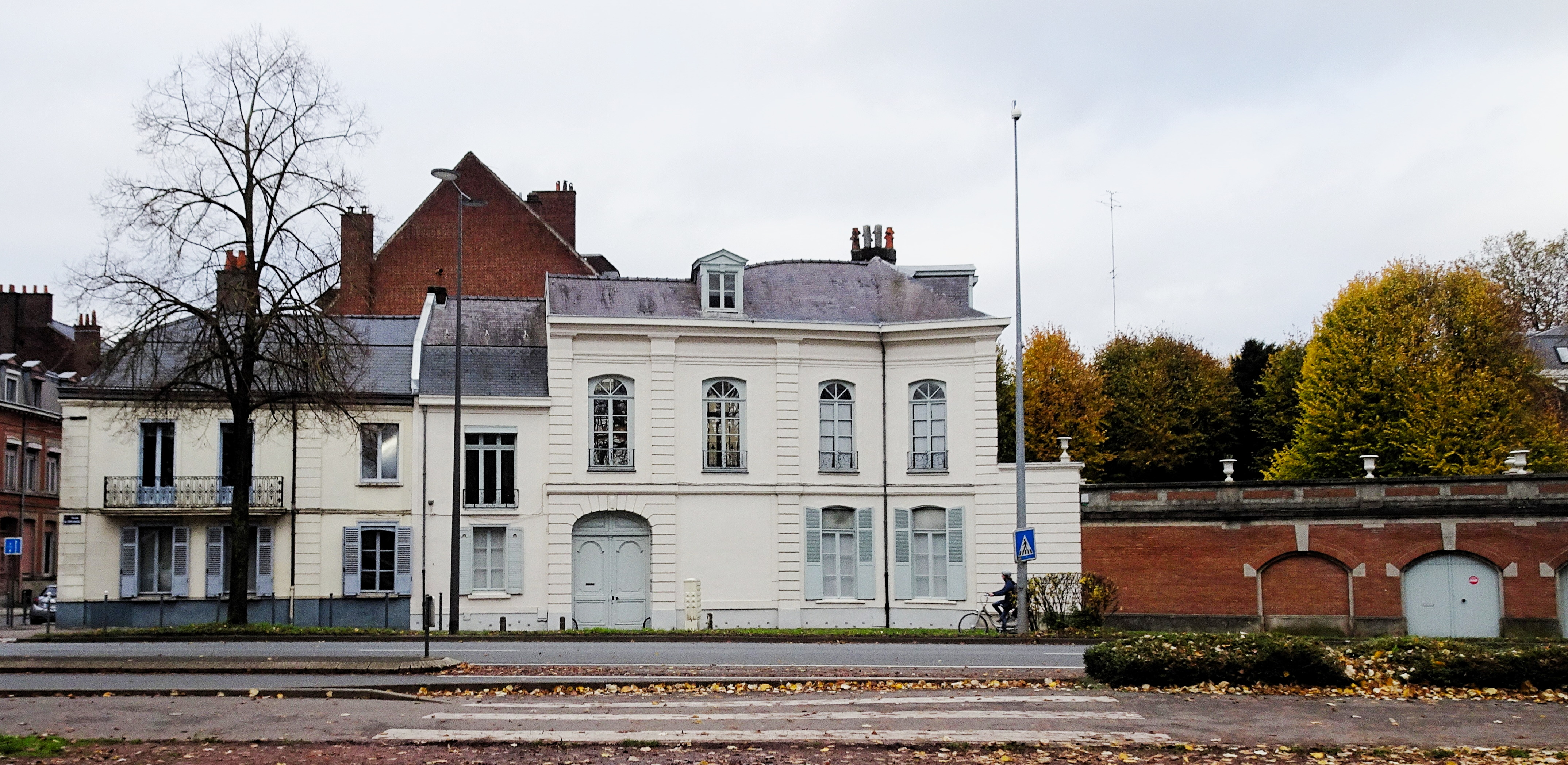
Lille, Façade de l'Hôtel particulier, 52 façade de l'Esplanade.